# Cathédrale du Sacré-Cœur de Brazzaville
Cette  cathédrale n’est pas la seule cathédrale du Sacré-Cœur.

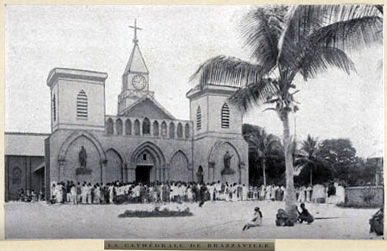
La cathédrale dotée de deux tours (avant 1926)

La cathédrale du Sacré-Cœur de Brazzaville, située au sommet de la butte dite de l’Aiglon au cœur de la ville, est la plus ancienne cathédrale d’Afrique centrale conservée.

## Histoire
Fille de la Mission du Saint-Esprit fondée en 1887 par Prosper Philippe Augouard, celui-ci en pose la première brique en 1892 ; elle est consacrée en 1894. On lui ajoute deux tours en 1904,.
Bien que malencontreusement remaniée en 1952 (clocher modifié par Roger Erell) et 1993, sa façade est une prouesse architecturale selon les critères matériels de l’époque. L'entrée principale fait face à l'orient. Elle est ornée de deux grandes statues polychromes de Saint Paul et Saint Pierre dont la date de réalisation est perdue, certainement avant 1914. Le 29 mai 1938, lors des festivités du cinquantenaire de la création du Vicariat apostolique de Brazzaville, Auguste Roch Nkounkou (futur évêque) et l'abbé Eugène Nkakou (1910- 1942) y sont ordonnés prêtres, par Paul Biéchy, assisté de Alphonse Verwimp SJ, évêque de Kisantu. Ce sont les premiers prêtres noirs du clergé catholique du diocèse de Brazzaville. En 1977, le cardinal Émile Biayenda y fut inhumé ; la messe de requiem du président Fulbert Youlou y est célébrée en 1972 et celle de Monseigneur Auguste Roch Nkounkou, en juillet 1982. Le général de Gaulle en 1944 et Jean-Paul II en 1980 visitèrent cette cathédrale.
Autour, la Mission conserve un superbe ensemble architectural colonial bien préservé, entre autres le très beau palais épiscopal construit en 1893. Devant, se dresse une statue en granit bleu de Prosper Philippe Augouard (1926, Beyser-Graty sculpt.) inaugurée le 11 septembre 1926, derrière, une petite statue de la Vierge offerte en 1885 aux Pères spiritains et posée en 1887. C’est la plus vieille statue du Congo.

## Travaux de construction

### La mission Saint-Hippolyte de Brazzaville

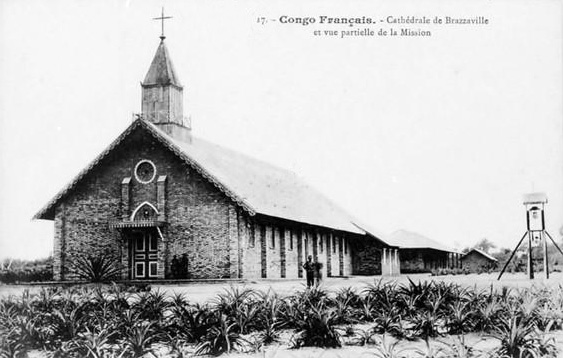
La première cathédrale de Brazzaville

Saint-Hippolyte est le premier nom de la mission de Brazzaville.
En août 1887, Hippolyte Carrie se met en quête d'un terrain propice pour établir une mission à Brazzaville. Demandant conseil à Charles de Chavannes, le résident français du Bas-Congo et du Niari, celui-ci lui recommande une concession d'une centaine d'hectares, autour d'une colline située à 1500 m du fleuve Congo. L'acte de vente est signé le 4 septembre 1887.
Le 14 octobre 1890, est créé le vicariat apostolique de l'Oubanghi, qui comprend tout l'intérieur du territoire français, à partir du fleuve Djoué et dont le premier titulaire est Prosper Augouard. À son retour de France, après son sacre le 23 novembre 1890, il ramène dans ses bagages toutes les pièces essentielles pour le montage de deux machines à briques.
Pour les constructions, on fait cuire des briques, par fournée de 25 000. On édifie ainsi des maisons « saines et convenables ». Comme il n'y a pas de calcaire dans la région, on fait un mortier composé d'un tiers d'argile et de deux tiers de sable.
Pour la cathédrale et pour quelques autres bâtiments, on a fabriqué, fait cuire, transporté et mis en œuvre de 700 à 800 000 briques en 18 mois.

« Monseigneur fut l'architecte, l'entrepreneur, le surveillant, voire le charpentier. Le P. Paris s'occupa des bois nombreux, indispensables à la construction d'un pareil édifice et son génie artistique trouva matière à s'exercer en maints endroits. Le P. Rémy se chargea du pavage et de la nourriture, ce qui n'était pas une sinécure. Le F. Elie Jouault construisit la toiture et nous dota d'ornementations en zinc d'un goût vraiment délicat.
Le F. Honoré Lang surveillait les charpentiers et les scieurs de long. Le F. Germain Le Gall se reposait de ses travaux de briqueterie en allant dans les forêts chercher les madriers dont nous avions besoin et qu'il transportait avec le vapeur Léon XIII ou avec une embarcation à voile. La grande porte a été confectionnée avec deux magnifiques fonds de pirogues que le P. Paris a su décorer d'une façon réellement artistique. Les fenêtres sont garnies de vitraux qui ont été offerts par divers bienfaiteurs.
De nos jours, les vitraux de la cathédrale de Brazzaville sont toujours en place et le nom des bienfaiteurs y est mentionné. »

— Spiritains, 
L'église initiale mesure 37 mètres de long sur 12 de large. Elle a une nef et deux bas-côtés, avec colonnes en bois, dont les soubassements et les chapiteaux sont en palissandre. Au fronton, un petit clocher élève la croix à 20 mètres de hauteur.
Prosper Philippe Augouard entreprend donc et mène à bien la construction de sa cathédrale dont l'inauguration a lieu le 3 mai 1894.
En 1898, la mission de Brazzaville, qui jusque-là était placée sous le vocable de Saint-Hippolyte, devient la mission du Sacré-Cœur. En 1903-1904, Augouard ajoute deux tours à sa cathédrale et en modifie la façade. Il y place les deux cloches que ses amis de France lui ont offertes, à l'occasion de ses 25 ans de prêtrise.
Des travaux d'agrandissement en mars 1913 dotent la cathédrale d'un transept ainsi qu'un patronage (emplacement actuel de la maison des Sœurs du Rosaire), avec une salle de spectacle et une salle de lecture pour les Européens.

## Vitraux

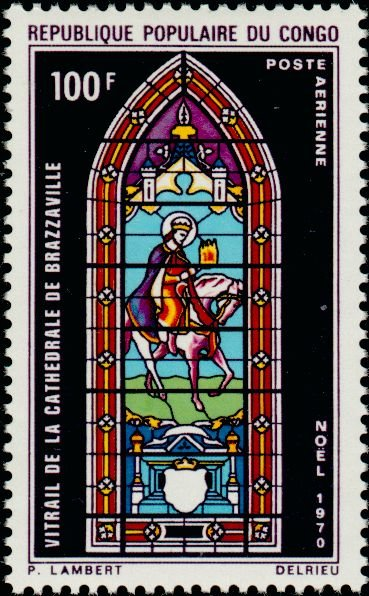
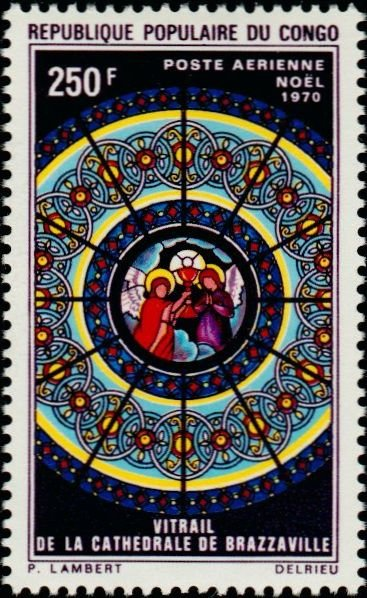
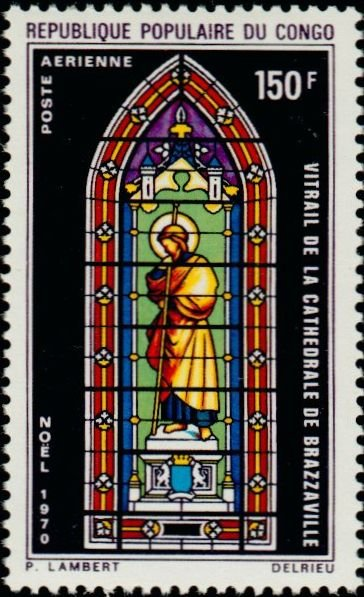